# Henry Somerset, 2. Duke of Beaufort

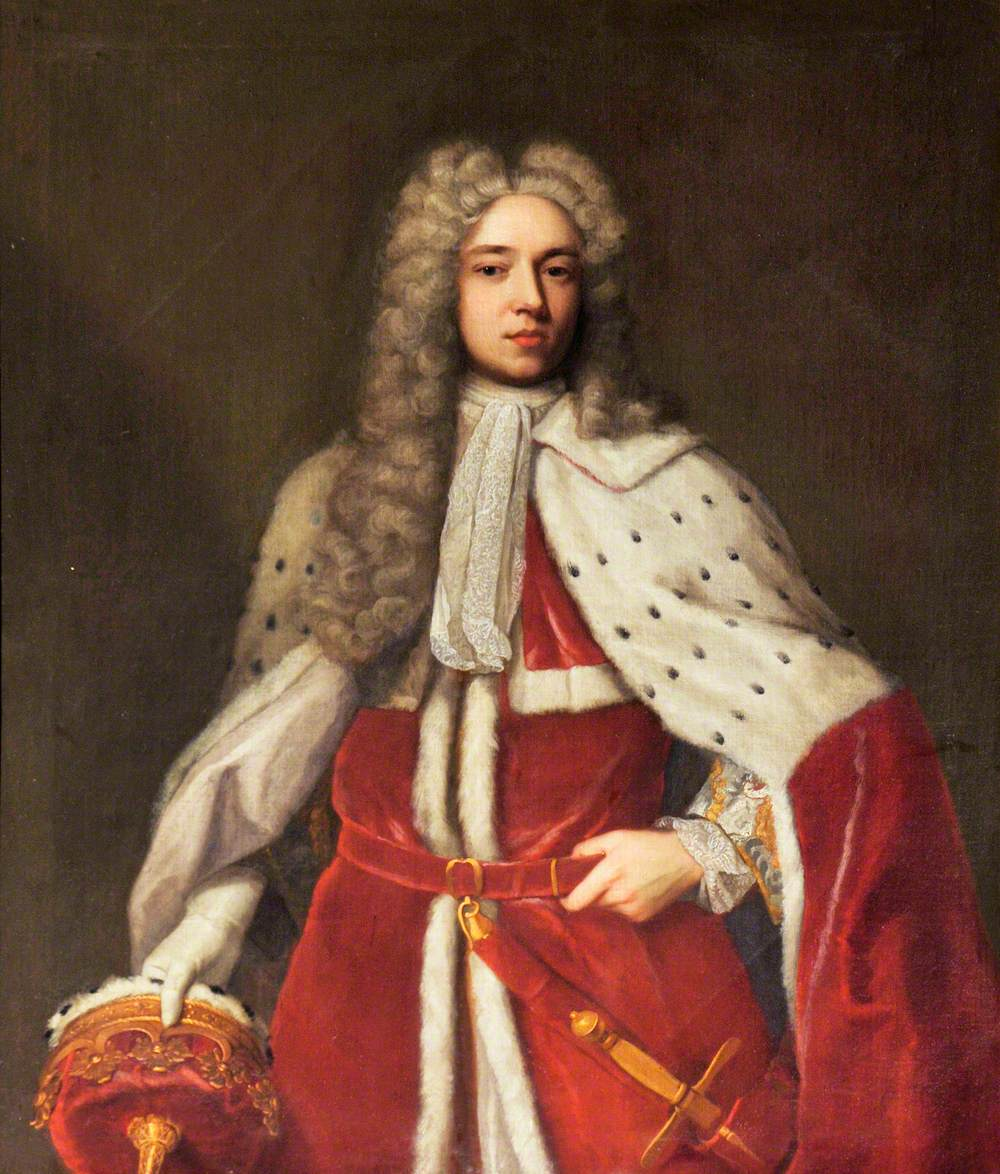
Henry Somerset, 2. Duke of Beaufort

Henry Somerset, 2. Duke of Beaufort, KG PC (* 2. April 1684 in Monmouth Castle, Monmouth, Monmouthshire; † 24. Mai 1714 in Badminton House, Badminton, Gloucestershire) war ein englischer Peer und Politiker.

## Leben
Somerset war der Sohn des Charles Somerset, Marquess of Worcester (1660–1698), aus dessen Ehe mit Rebecca Child (um 1665–1712), der Tochter des Sir Josiah Child, 1. Baronet. Sein Vater war der älteste überlebende Sohn und Heir apparent seines Großvaters Henry Somerset, 1. Duke of Beaufort (1629–1700), starb aber vor diesem im Juli 1698 bei einem Kutschenunfall. Henry wurde dadurch Heir apparent seines Großvaters und führte als solcher den Höflichkeitstitel Marquess of Worcester, bis er beim Tod des Großvaters im Januar 1700 dessen Adelstitel als 2. Duke of Beaufort, 4. Marquess of Worcester, 8. Earl of Worcester und 10. Baron Herbert erbte. Nachdem er 1705 volljährig wurde erhielt er die Kontrolle über die Ländereien seiner Familie und nahm den mit den Titeln verbundenen Sitz im House of Lords ein.
Im April 1706 verlieh ihm die Universität Oxford eine Ehrendoktorwürde als Doctor of Civil Laws (DCL). Während der Whig Junto beteiligte sich der Tory Beaufort nicht am politischen Geschehen. Nachdem die Regierung 1710 kollabierte wurde er Mitglied des Privy Council und Lord Lieutenant von Hampshire. 1712 wurde er auch Lord Lieutenant von Gloucestershire sowie Captain der Gentlemen Pensioners. Im Oktober 1712 wurde er als Knight Companion in den Hosenbandorden aufgenommen.
Im Juli 1702 hatte er in erster Ehe Lady Mary Sackville (1688–1705), Tochter des Charles Sackville, 6. Earl of Dorset, geheiratet. Sie starb bereits im Juni 1705 im Rahmen der Totgeburt ihres ersten Kindes. Im Februar 1706 heiratete er in zweiter Ehe Lady Rachel Noel († 1709), Tochter und Coerbin des Wriothesley Noel, 2. Earl of Gainsborough. Sie gebar ihm 1707 einen Sohn, Henry (1707–1745), 1708 einen zweiten Sohn, der jedoch jung starb und 1709 einen dritten Sohn, Charles (1709–1756), starb jedoch kurz nach der Geburt des Letzteren im September 1709 im Kindbett. In dritter Ehe heiratete er im September 1711 Lady Mary Osborne (1688–1722), Tochter des Peregrine Osborne, 2. Duke of Leeds. Die Ehe blieb kinderlos.
Er starb im Mai 1714 an einer Entzündung, die durch übermäßigen Alkoholkonsum nach einer Reitsporteinheit erklärbar ist. Seine Titel fielen zunächst an seinen älteren Sohn Henry, als 3. Duke of Beaufort, und bei dessen kinderlosem Tod im Februar 1745 an den jüngeren Sohn Charles, als 4. Duke of Beaufort.